# Atlético Bucaramanga
Club Atlético Bucaramanga Corporación Deportiva jest kolumbijskim klubem piłkarskim z siedzibą w mieście Bucaramanga. Klub założony został w roku 1948. Atletico Bucaramanga rozgrywa swoje mecze na stadionie Estadio Alfonso Lopez o pojemności 25000 widzów.
Klub potocznie znany jest pod nazwami Atlético Bucaramanga lub tylko Bucaramanga.

## Osiągnięcia

### Krajowe
- Categoría Primera A

| zwycięstwo (0):     | –    |
| drugie miejsce (1): | 1997 |